# Tarik Filipović
Tarik Filipović (Zenica, 11 maart 1972) is een acteur uit Bosnië en Herzegovina. Anno 2008 woont en werkt hij in de Kroatische hoofdstad Zagreb.
Filipović verscheen in meer dan 800 theatervoorstellingen sinds zijn debuut in 1985. Ook speelde hij in vele in het hele gebied van het voormalige Joegoslavië geproduceerde films en tv-drama's.
Anno 2008 presenteert Filipović het tv-programma Tko želi biti milijunaš?, de Kroatische versie van Lotto Weekend Miljonairs. Aan dit programma ontleent hij een gedeelte van zijn bekendheid en populariteit.
Filipović speelde ook in de film Behind Enemy Lines uit 2001.
Hij is getrouwd met Lejla Šehović met wie hij een zoontje heeft genaamd Arman.

## Filmografie
- Bitange i princeze (2005-2008)
- Dobre namjere (2008)
- Ritam zivota (2007)
- Kazaliste u kuci (2006-2007)
- Ljubav, navika, panika (2006)
- Dobro ustimani mrtvaci (2005)
- Go West (2005)
- Dva igraca s klupe (2005)
- Lopovi prve klase (2005)
- Duga mracna noc (2005)
- Nasa mala klinika (2004)
- Duga mracna noc (2004)
- Leti leti (2004)
- Svjedoci (2003)
- 24 sata (2002)
- Tko zeli biti milijunas? (2002)
- Behind Enemy Lines (2001)
- Polagana predaja (2001)
- Nasi i vasi (2000)
- Srce nije u modi (2000)
- Agonija (1998)
- Cudnovate zgode segrta Hlapica (1997)
- Cetnik Spasoje (1996)
- Isprani (1995)
- Cijena zivota (1994)
- Okus limuna (1993)
- Smogovci (1982)

- Library of Congress Control Number: no2017141385
- MusicBrainz: 26e15a23-8f88-4bf7-aeb1-4fc2d06ae8ee
- Virtual International Authority File: 3848151002109930280005
- WorldCat: E39PBJqQDhFc6Ky9QRjQFrKmVC